# Camponotus ater
Camponotus ater är en myrart som först beskrevs av Buckley 1839.  Camponotus ater ingår i släktet hästmyror, och familjen myror. Inga underarter finns listade.